# Place de la Louve (Lausanne)
Pour les articles homonymes, voir Rue de la Louve.
La place de la Louve est une place piétonne de Lausanne, située dans le quartier du Centre.

## Histoire
À l'époque carolingienne, un chemin descend de la colline de la Cité et passe le pont sur la Louve avant de remonter sur Saint-Laurent. Lorsque les halles du marché de la Palud sont transformées en hôtel de ville entre 1454 et 1461, ce dernier est bâti sur ce chemin et un passage doit être amenagé sous l'édifice. Au sud de l'hôtel de ville est créée en 1613 une terrasse, dont les murs de soutènement s'appuient sur les rives du cours d'eau. Au XVIIIe siècle, un escalier permet d'y accéder depuis l'extrémité du passage.
En 1830, le pont sur la Louve, qui se trouve à côté de la terrasse, est élargi et la place est agrandie. Un « hôpital » pour chevaux (comportant une écurie, un fenil et une forge) est bâti au bord de la place en 1843 ; ses bâtiments sont rachetés en 1857 par Georges-Victor Bridel qui les transforme en imprimerie. La requête de Bridel, qui propose que la place soit appelée place de la Louve, est acceptée par la ville la même année. Le Café de l'Arc ouvre ses portes en 1858 à un angle de la place, puis vendu pour être converti en commerce de fer en 1897. Le voûtage de la Louve et le comblement de son vallon sont débutés en 1812 pour créer la place de la Riponne, puis poursuivis vers l'amont et l'aval. Au niveau de la place de la Louve, les travaux sont réalisés en 1861 en aval du pont, qui est déplacé en 1863 au sud-est pour permettre le voûtage du segment qui deviendra la rue de la Louve. La terrasse est ensuite abaissée au niveau de la rue pour former la place telle qu'elle est connue au XXIe siècle.
Le début du XXe siècle voit la démolition des anciens immeubles de la Lithographie Spengler en 1905 pour permettre la construction de l'immeuble situé en face de la place, au no 12 de la rue de la Louve, et la démolition du bâtiment de l'imprimerie Bridel en 1911. Entre 1913 et 1914 est construite l'annexe de l'hôtel de ville qui longe la totalité du nord de la place ; elle est occupée par l'administration communale dès août 1915. Les jours de marché, la place accueille des marchands de plantons dès 1920 environ, ainsi que, pendant quelques années à partir de 1935, certains étals du marché de la Palud.

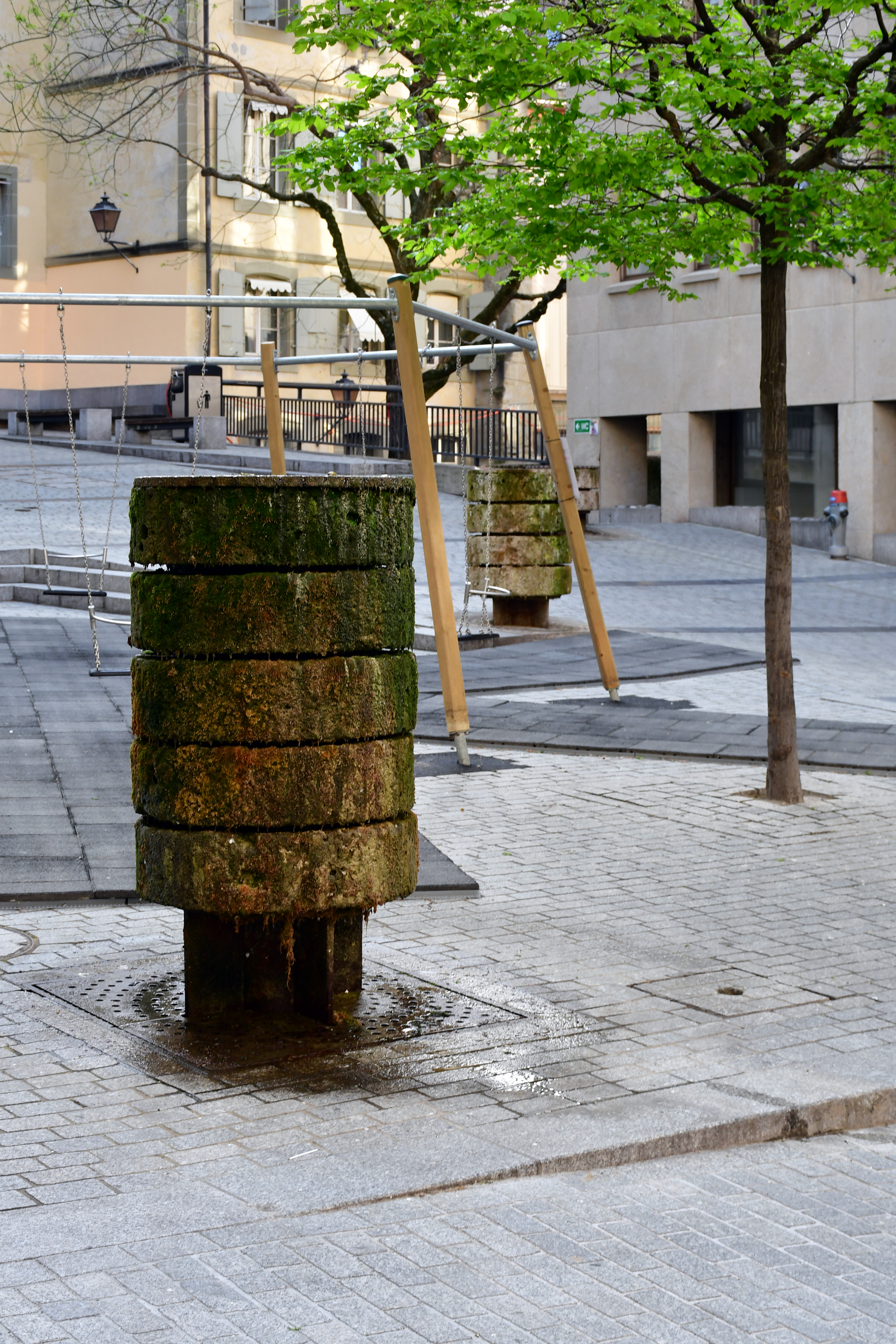
Deux des fontaines de la place, alignées selon l'ancien trajet de la Louve.

Entre 1971 et 1972 est démoli le pâté de bâtiments séparant le sud de la place et la place Pépinet pour permettre la construction d'édifices modernes. Depuis les années 1980, lors de certaines manifestations, notamment à l'occasion de la fête nationale, de grandes tentures aux couleurs de Lausanne (rouge et blanc) sont tendues au-dessus de la place.
La place accueille depuis 1998 quatre fontaines de l'architecte genevois Georges Descombes, formées de cylindres de tuf surmontés d'une plaque de fonte et couverts de mousse, sur lesquels ruisselle de l'eau ; leur alignement respecte le tracé de la Louve qui coulait à cet endroit jusqu'au XIXe siècle. D'autres fontaines placées sur la rue de la Louve complètent l'œuvre.

## Situation et accès
La place de la Louve se trouve dans le quartier du centre, dans la zone piétonne. Les accès à la place sont la rue de la Louve, qui longe la place à l'ouest (vers la rue Saint-Laurent et la place de la Palud au nord et vers la place Pépinet au sud), et un petit passage couvert situé à droite de la façade arrière de l'hôtel de ville et qui permet d'accéder à la place de la Palud.

## Description

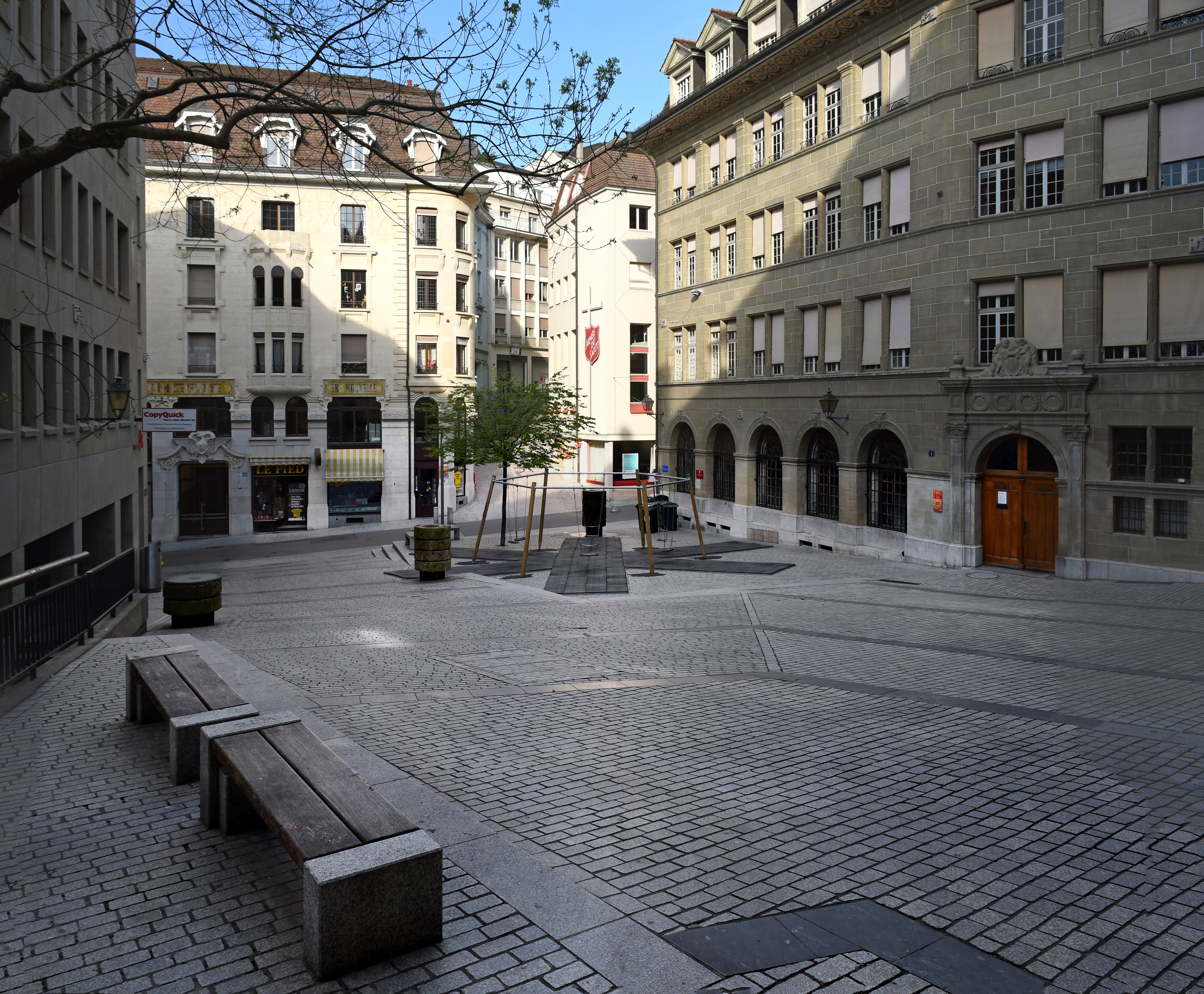
La place vue de l'est.

L'annexe de l'hôtel de ville, inaugurée en 1914, avec, à sa droite, l'hôtel de ville (façade postérieure).

La place de la Louve, piétonne, intégralement pavée, a une forme globalement rectangulaire. Elle est légèrement en pente, le point le plus bas se trouvant à l'ouest, au niveau de la rue de la Louve, et le plus haut à l'est, au niveau de la façade arrière de l'hôtel de ville. Le nord de la place est limité par l'annexe de l'hôtel de ville et le sud par une barrière donnant sur la rue du Petit-Saint-Jean en contrebas et par un bâtiment occupé notamment par une imprimerie.
Elle possède un charme planté à l'occasion du bicentenaire de la Révolution vaudoise le 24 janvier 1998, six balançoires placées en hexagone, illuminées chaque hiver par des jeux de lumière lors du festival Lausanne Lumières, ainsi que quatre fontaines de l'architecte genevois Georges Descombes, dont l'alignement respecte l'ancien tracé de la Louve : des cylindres de tuf surmontés d'une plaque de fonte, couverts de mousse, sur lesquels ruisselle de l'eau.